# Dieu le Père bénissant parmi les anges (Le Pérugin)

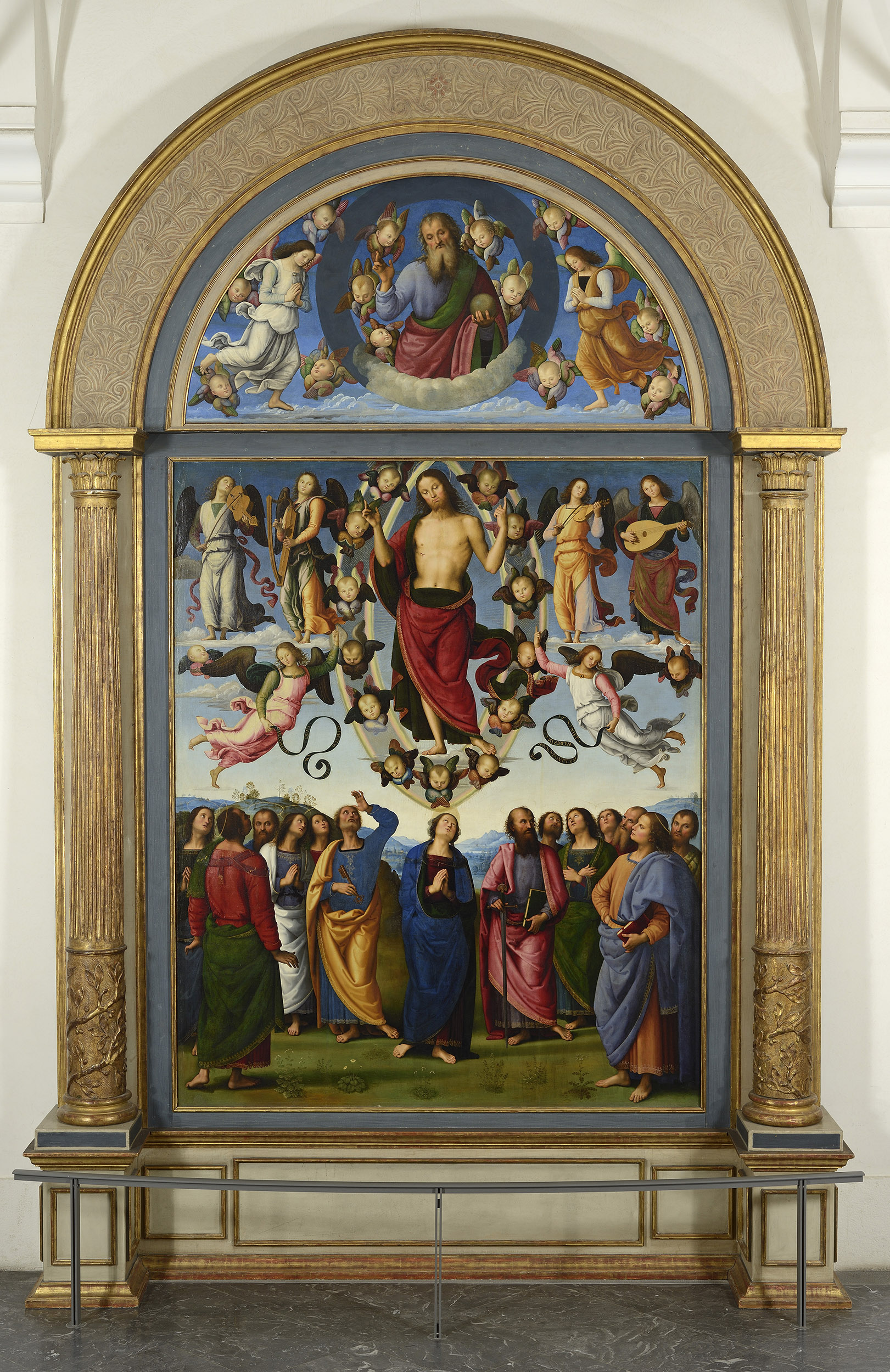
La cimaise exposée à Lyon au-dessus du panneau central de l'Ascension du Christ.

Pour les articles homonymes, voir Dieu le Père bénissant parmi les anges.
Dieu le Père bénissant parmi les anges (en italien : Eterno benedicente con cherubini e angeli) est une peinture religieuse du Pérugin, datant de 1496 - 1500 environ, conservée au musée des Beaux-Arts de Lyon.

## Histoire
L'œuvre est la cimaise centrale qui, avec le panneau central L'Ascension du Christ en présence de la Vierge et des apôtres constitue l'essentiel du polyptyque de saint Pierre destiné à la Basilica di San Pietro à Pérouse, conservé dans le même lieu.
Le contrat a été signé entre Le Pérugin et l'abbé Lattanzio di Giuliano da Firenze le 8 mars 1495 pour la somme 500 ducats d'or et un délai d'exécution de deux ans et demi maximum. Les divers panneaux furent réalisés entre janvier 1496 et la fin de l'an 1499, avec une inauguration solennelle le 13 janvier 1500.
En 1591, à la suite de la restructuration du chœur de la basilique, la corniche de soutien étant enlevée, les divers panneaux furent séparés et répartis dans diverses pièces de l'église et de la sacristie.
En 1797, l'œuvre fut réquisitionnée par les Français à la suite du traité de Tolentino et finit au musée des Beaux-Arts de Lyon, accompagnée de sa partie centrale.

## Thème
Dieu le Père bénissant parmi les anges est une représentation courante de l'art chrétien : Dieu le père se doit, dans l'iconographie chrétienne, d'accompagner le Christ dans les divers épisodes de sa vie, par sa présence éternelle. L'Ascension du Christ, que ce panneau est censé accompagner, est complété de besoin représentatif.

## Description
Dans un format cintré, Dieu le père est représenté dans un anneau plus bleu que le ciel qui l'entoure dont la base est décorée de nuages ; il tient dans la main gauche une sphère (la Terre) et son autre main est levée en signe de bénédiction : il est entouré de têtes de séraphins. À l'extérieur de cet anneau, deux anges, un de chaque côté, symétriques dans leur pose, remplissent le cadre, entourés de têtes de séraphins.
Tous les personnages principaux regardent vers le bas où se trouve la scène principale.

## Analyse
Le schéma de la composition a déjà été utilisé dans les fresques de la Chapelle Sixtine et a été recopié en diverses occasions comme dans le retable de Vallombrosa datant de la même époque.
Le Pérugin a eu recours à un schéma mesuré et plaisant, construit sur les symétries et la douceur des sentiments en utilisant des couleurs brillantes dans un velouté et en apportant une attention particulière aux éléments décoratifs.
Le dessin est clair et bien défini, les lignes liantes, la composition sereine et plaisante. Les figures possèdent une idéalisation parfaite. Elles ne sont pas issues de l'étude du naturel mais plutôt de l'esthétique classique qui a été à la base des développements artistiques du XVIe siècle.
À remarquer que la forme habituelle en amande (dite mandorle) est ici élargie au cercle.